# Conciergerie (Paris)

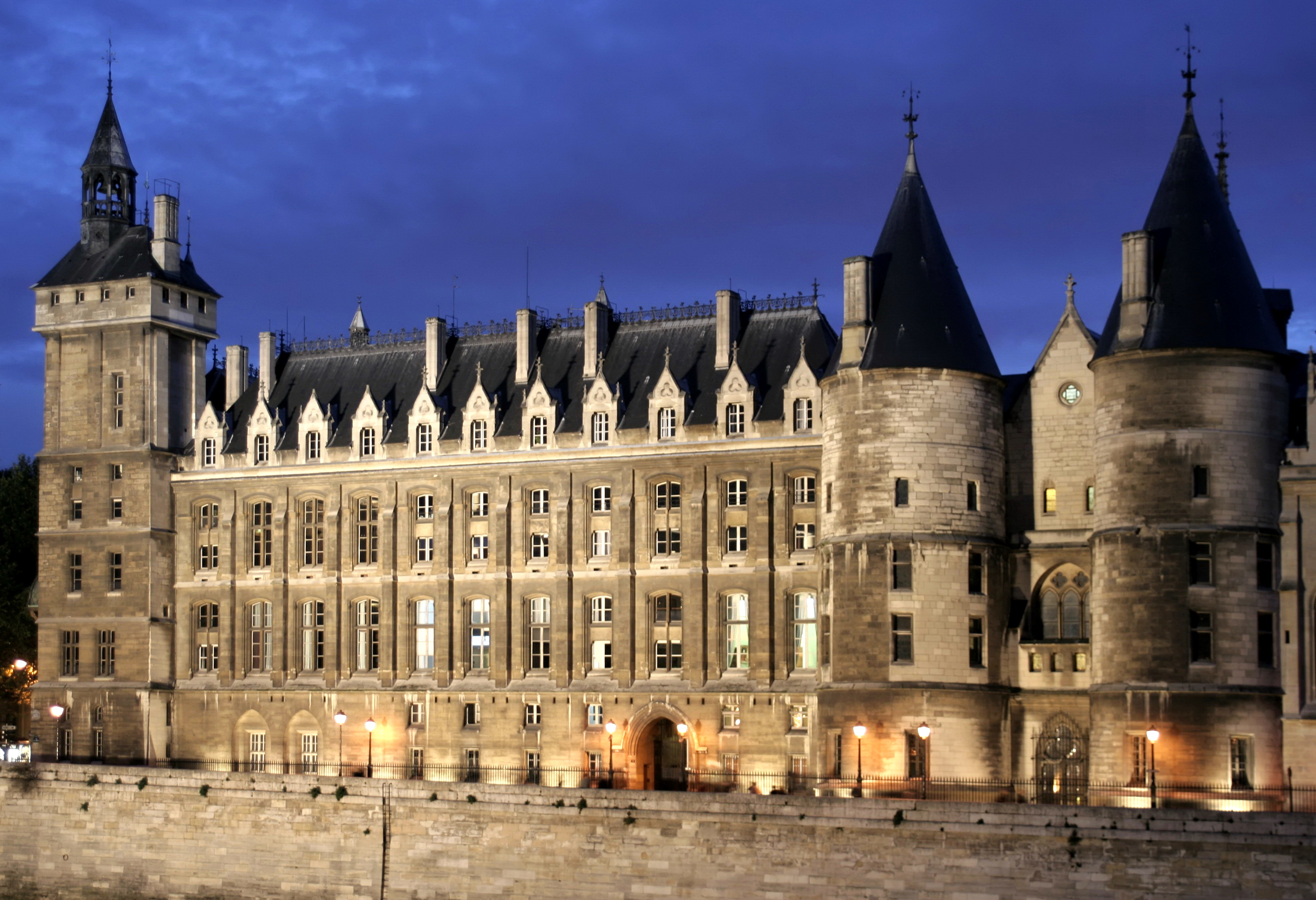
Conciergerie bei Nacht

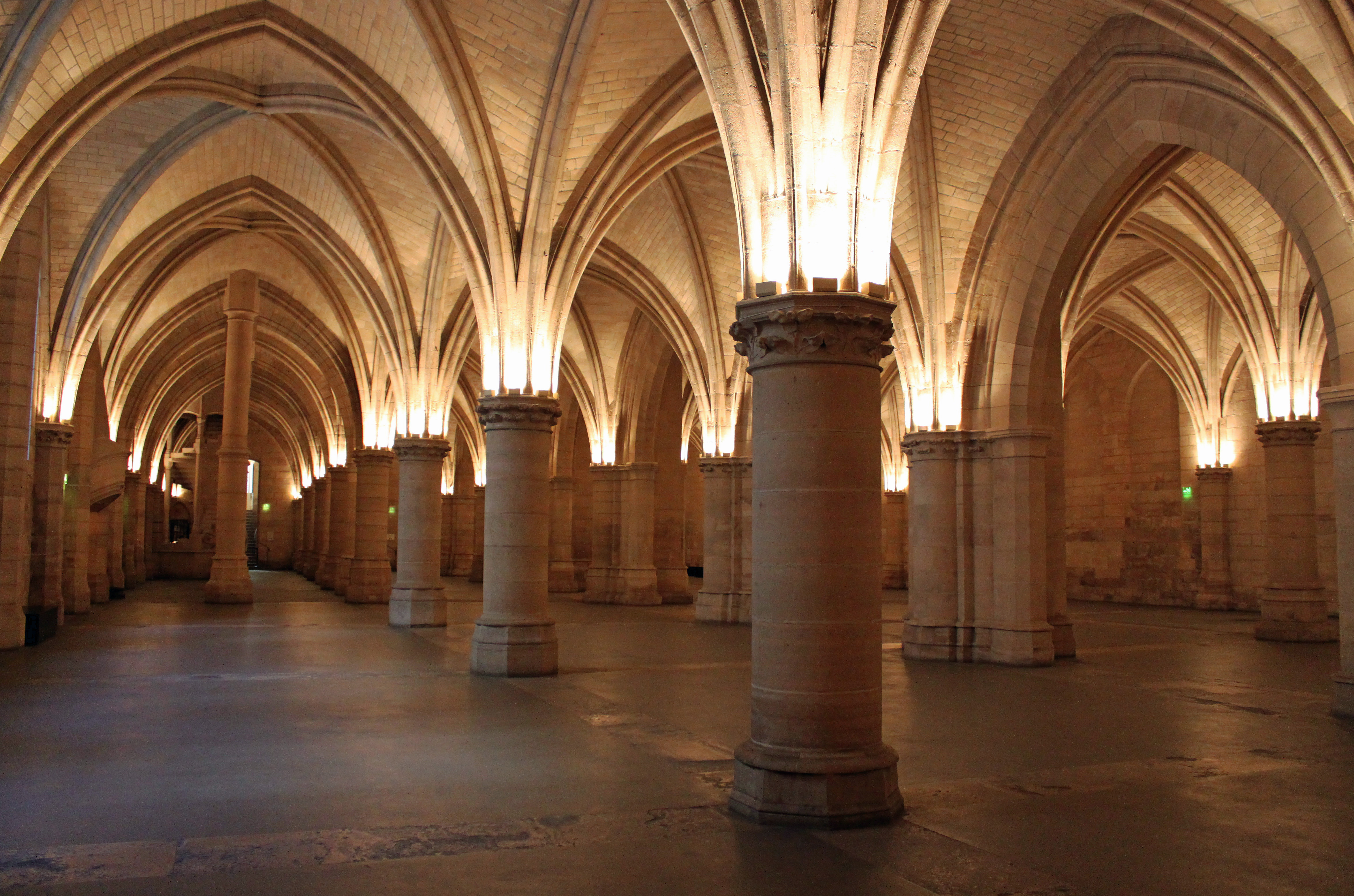
Der zwischen 1302 und 1313 errichtete gotische Salle des gens d’armes

Die Pariser Conciergerie befindet sich im Westen der Île de la Cité im 1. Arrondissement. Sie gehört zum Gebäudekomplex des Palais de la Cité, dessen neueste Teile als Justizpalast genutzt werden, und ist seit dem Jahr 1914 öffentlich zugänglich. Ein großer Teil der Conciergerie wird heute für die Pariser Gerichte genutzt.

## Geschichte
Auf dem Gelände der Île de la Cité, des Herzstücks des mittelalterlichen Paris, befand sich schon seit dem 9. Jahrhundert die Residenz der Herrscher über die Île-de-France bzw. Frankreich; Odo von Paris residierte hier und Hugo Capet richtete hier die königliche Verwaltung (curia regis) ein.
Im Jahr 1358 kam es im Rahmen des Aufstands der Jacquerie zum Überfall Étienne Marcels und seiner Anhänger auf das Palais de la Cité. Als Konsequenz aus diesem Angriff verließ die königliche Familie das Palais. König Karl V. überließ das Palais teilweise dem Parlement, das hier seine Justiz unterbrachte; diese arbeitet noch heute im (neueren) Palais de Justice innerhalb des Komplexes.
Andere Teile des einstigen Palastgebäudes wurden zum Sitz des königlichen Verwalters, einem Concierge, von dem der heutige Name eines Teils des Gebäudekomplexes abgeleitet ist.

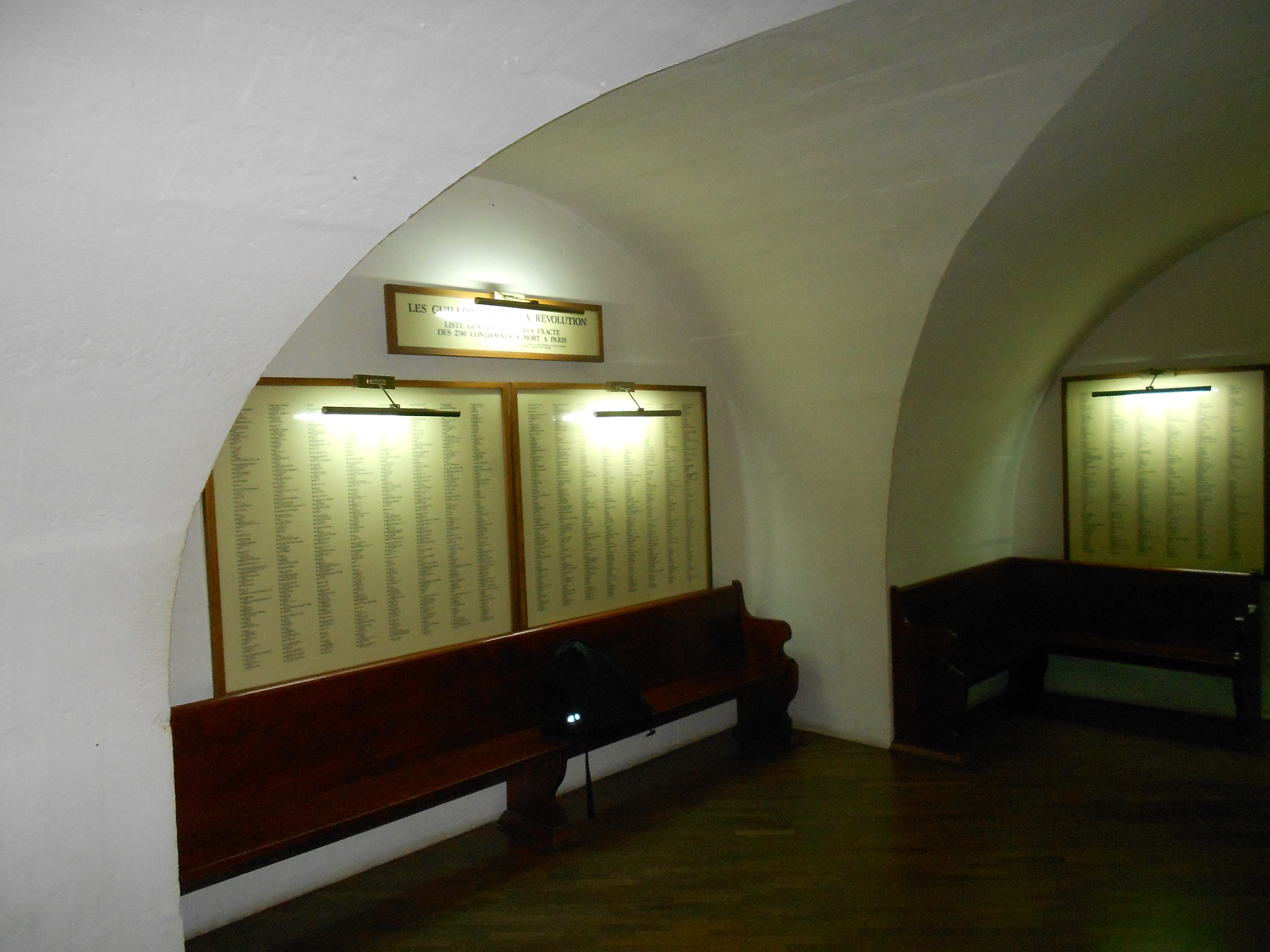
Liste der Guillotinierten in der Conciergerie.

Schon vor, aber vor allem während der Französischen Revolution diente die Conciergerie als Gefängnis für bis zu 1200 Gefangene. Vom 2. April 1793 bis zum 31. Mai 1795 fanden dort die Sitzungen des Revolutionstribunals statt, während derer circa 2700 Menschen zum Tod verurteilt wurden, wobei dem öffentlichen Ankläger (Accusateur Public) Antoine Quentin Fouquier-Tinville eine tragende Rolle zukam. Zu den berühmten Gefangenen gehörten Marie-Antoinette, Marie-Jeanne Dubarry, François Ravaillac, Georges Danton und Maximilien de Robespierre. In einem Raum wird jener 2780 Menschen namentlich gedacht, die während der Revolution in Paris zum Tode verurteilt wurden.
Nach der Restauration wurde die Conciergerie weiterhin als Gefängnis genutzt, zeitweise waren dort Michel Ney und Napoléon III. inhaftiert.